# Tyr (kraï de Khabarovsk)
Tyr (en russe : Тыр), aussi connu sous le nom chinois Telin (chinois : 特林 ; pinyin : Tèlín), et connu à l'époque Ming sous le nom de Nurgan (), est un possiolok du raïon Oultche dans le kraï de Khabarovsk en Extrême-Orient russe. Il fait partie de l'établissement rural de Tyr, dont il est le chef-lieu, avec le village de Beloglinka. Il est l'un des lieux habités les plus vieux de la région, ayant été colonisés par la dynastie Yuan au Moyen-Âge. Sous la dynastie Ming, il était le chef-lieu pendant trente ans de la Commission militaire régionale de Nurgan. Sa population s'élevait à 463 habitants au recensement de 2021.

## Géographie

### Situation
Le village de Tyr se trouve dans le kraï de Khabarovsk, un kraï de l'Extrême-Orient en Russie asiatique. Le sujet fait partie du district fédéral extrême-oriental, et Tyr se trouve à 590 km au nord-est de Khabarovsk, la capitale du kraï, et à 6 000 km à l'est de Moscou. Tyr est l'une des 32 localités du raïon Oultche, avec comme chef-lieu le village de Bogorodskoïe, à 76 km au sud-sud-est.
En termes de géographie, le village est installé sur la rive droite du fleuve Amour, à environ 100 km de son embouchure. Le village se trouve en Mandchourie-Extérieure, région annexée en 1860 par la Russie.

### Localités limitrophes
Le village de Kalma se trouve au nord de Tyr, et celui de Beloglinka à l'est.
| Amour | Kalma |            |
| Amour | Tyr   | Beloglinka |
| Amour | Amour | Amour      |

## Histoire

### Moyen-Âge
Au Moyen Âge, les peuples autochtones de la région de l'Amour peuplaient la zone. Les peuples du détroit de Tatarie, à la fois les Toungouses et les Nivkhes, étaient connus en Chine sous le nom collectif de « Jürchens sauvages (Haidong) ». 
Aux XIIIe et XIVe siècles, les dirigeants mongols de la Chine, la dynastie Yuan, origanisèrent des expéditions dans le bas Amour, où, près de l'actuel village, ils fondèrent en 1263 leur « quartier général du maréchal des campagnes orientales », pour commercer et dominer avec et sur les locaux. À peu près au même moment, ils érigèrent un sanctuaire.
Au XVe siècle, au même endroit, plusieurs expéditions de la dynastie Ming érigèrent en 1409 à Nurgan le temple Yongning (永寕寺), un temple bouddhiste dédié à Guanyin, fondé par Yishiha (en) (Išiqa) en 1413 et installèrent des stèles, dites stèles de Tyr. Comme leurs prédécesseurs Yuan, ces monuments étaient situés sur la falaise de Tyr, au-delà de la périphérie sud du village moderne de Tyr. L'apogée des relations entre les Jürchens et la dynastie Ming (successeuse des Yuan) eut lieu pendant le règne de l'empereur Ming Chengzu (1403-1424). Le village, nommé Nurgan devint le centre en 1409 de la commission militaire régionale de Nurgan. 
Mais déjà après la mort de Ming Xuanzong en 1435, le successeur de Chengzu, l'influence de la dynastie Ming dans le cour inférieur du fleuve noir est devenue nominale. En effet, les Ming ne contrôlaient plus que fermement jusqu'au Liaodong, et non au-delà vers le nord. En 1449, après la capture de l'empereur Ming Yingzong par Esen Taidji, le khan des Oïrats, la région du bas Amour fut coupée de la Chine. Cela signifia l'arrêt brutal du commerce chinois avec les habitants de la région. À la suite des guerres entre les Ming et les Jürchens, les relations économiques et politiques chinoises se sont arrêtées dans la région.Après le départ des Chinois et l'incendie du temple, le temple ne fut pas restauré,.

### Histoire russe

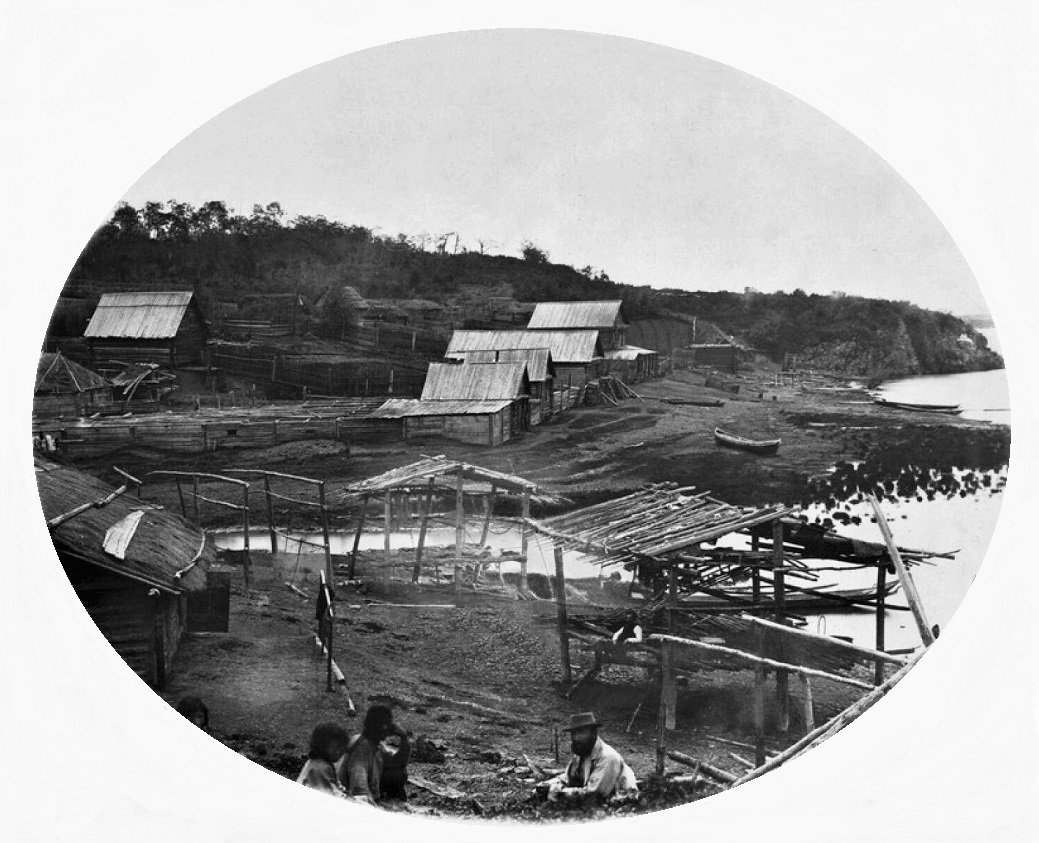
Tyr dans les années 1860. Vladimir Lanine.

À la fin du XIXe siècle, les stèles du temple Yongning (en), stèles funéraires Jürchen, du XVe siècle, dites stèle de Tyr furent transportées à Vladivostok, au musée de la Société pour l'étude de la région de l'Amour. Des fouilles archéologiques ont été réalisées à plusieurs reprises sur le site des anciens temples,.

## Démographie
Recensements (*) ou estimations de la population,,:
| 1992 | 2002* | 2010* | 2011 |
| ---- | ----- | ----- | ---- |
| 774  | 732   | 590   | 587  |

| 2012 | 2021* | - | - |
| ---- | ----- | - | - |
| 582  | 463   | - | - |

Selon le Dictionnaire encyclopédique Brockhaus et Efron, au XIXe siècle, la population indigène du village était des Giliaks (Nivkhes). En 2002, sur les 732 habitants, il y avait 69 % de Russes.

## Galerie

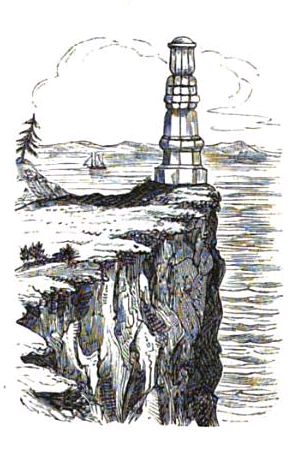
Monument chinois à Tyr dessiné en 1861[b]
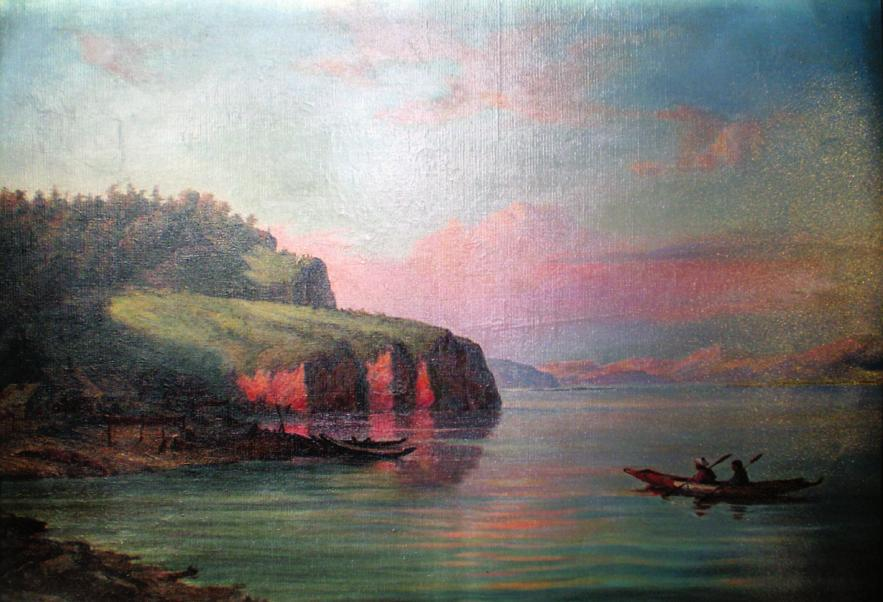
Tyr sur la rivière Amour, Iegor Meïer.
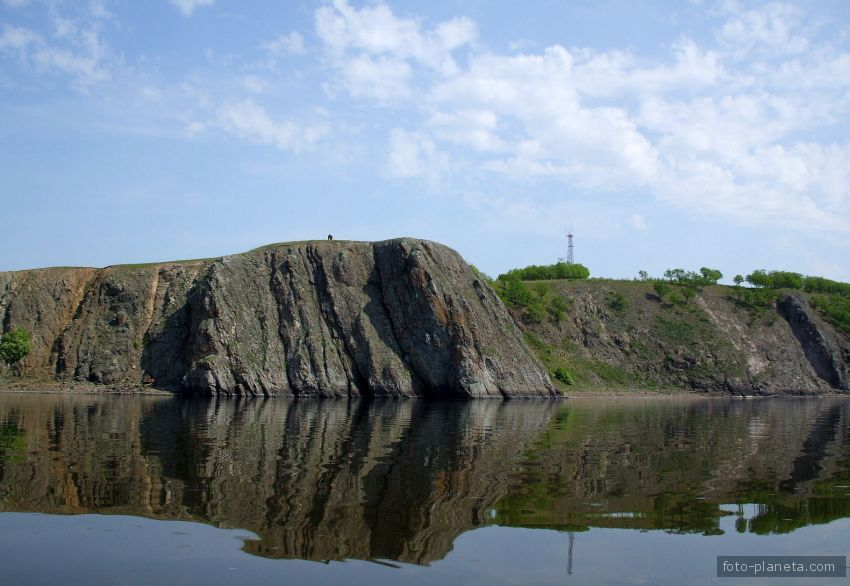
Falaise de Tyr, où se trouvait autrefois le temple.
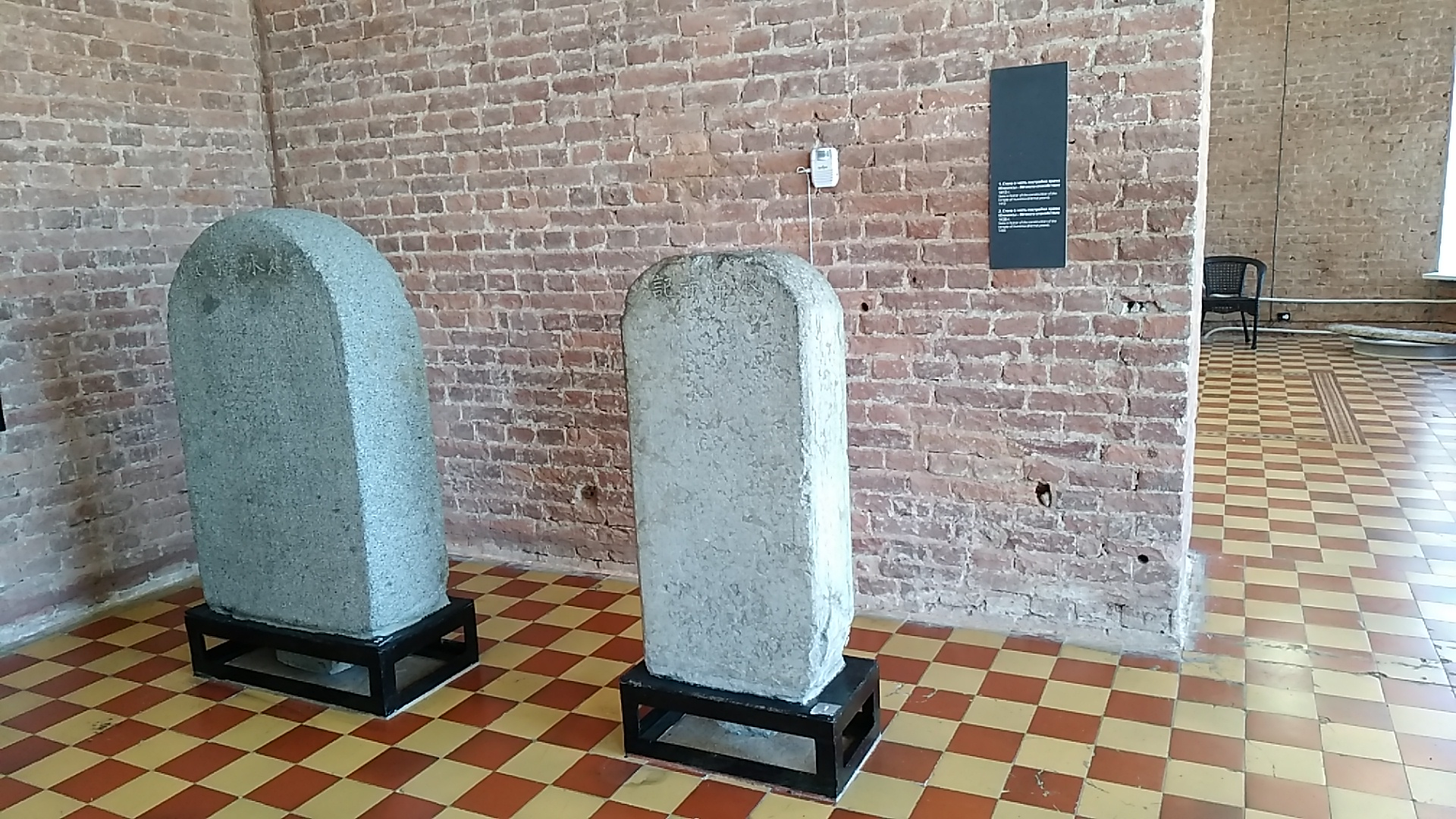
Les stèles Jürchen de Tyr au musée Arseniev.
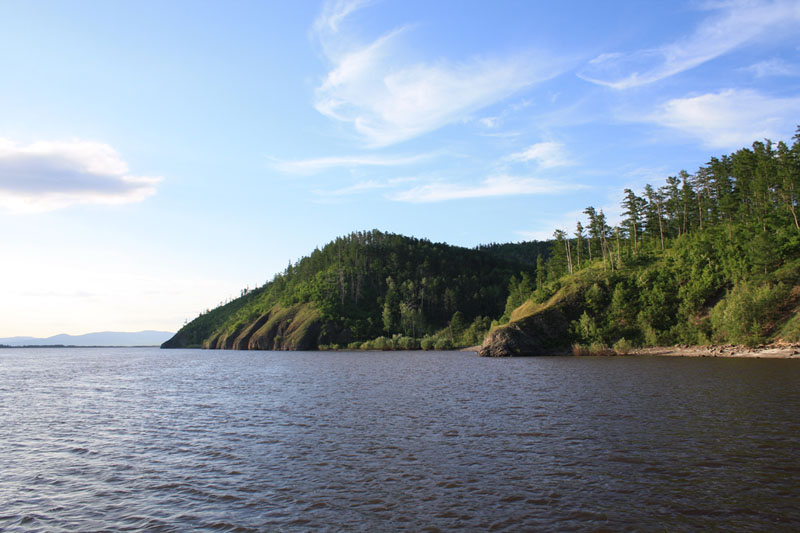
euve Amour.l